# Спадкоємець трону

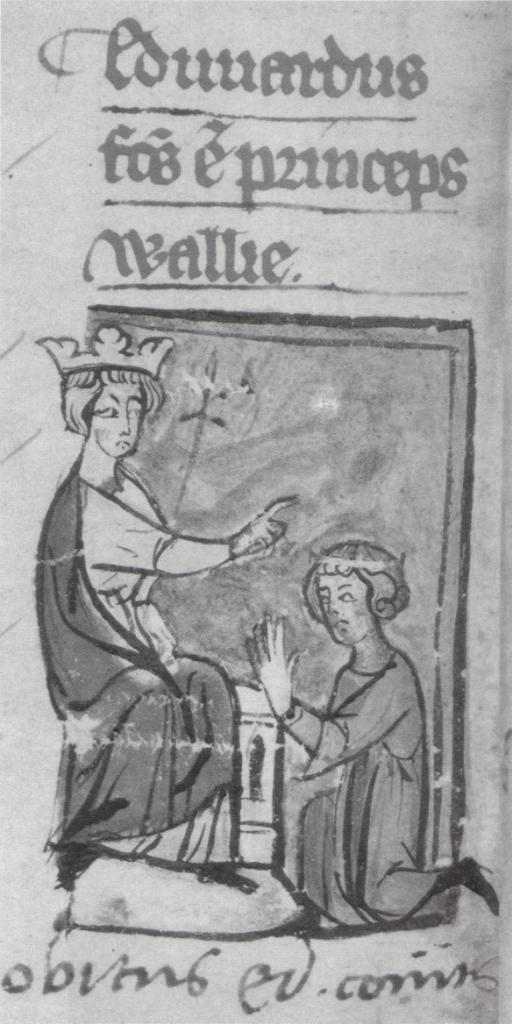
Король Едвард І та його спадкоємець Едвард ІІ

Спадкоємець трону або спадкоємець престолу (англ. Heir apparent) — наступник панівного монарха в разі його смерті або зречення престолу. Ця особа не може бути зміщена від спадкування трону фактом народженням іншої людини, на відміну від ймовірного спадкоємця трону — того, хто є першим у черзі успадкування правління, але може бути зміщений зі своєї позиції народженням спадкоємця, що має більші права на трон. Типовим спадкоємцем трону, у більшості випадків, є старший син монарха, а до його народження існує лише ймовірний спадкоємець трону.
Традиційна прімогенітура повністю виключає жінок від наслідування або допускає спадкування жінками в разі відсутності у монарха нащадків чоловічої статі. Законним спадкоємцем трону є старший або єдиний син панівного монарха. В абсолютній прімогенітурі, прийнятій нині в більшості європейських монархій, за винятком Іспанії, Монако і Ліхтенштейну, законним спадкоємцем престолу є старша дитина панівного монарха незалежно від статі. Законний престолонаслідник також може затверджуватися з числа будь-яких членів династії рішенням панівного монарха, як у Саудівській Аравії, Таїланді та Катарі, або сімейного ради і парламенту, як у Кувейті.
Сьогодні терміном «Heir apparent» найчастіше описують спадкоємців спадкових титулів (наприклад, шляхетських титулів) або канцелярій, особливо тоді, коли їх може успадкувати лише одна людина.
Більшість монархій мають визнаного спадкоємця престолу з титулом спадкоємець трону або кронпринц. Йому також може бути присвоєний спеціальний особливий титул престолонаслідника: наприклад, принц Оранський у Нідерландах, князь Брабанту в Бельгії, Принц Астурійський в Іспанії або Принц Уельський у Сполученому Королівстві.
Історично відомі також титули спадкоємців трону в колишніх монархіях: Дофін під час Королівства Франції або Князь Вишгородський у Київській Русі.
Законний спадкоємець престолу також може носити особливий титул: у Японії — наслідний принц, у Данії, Швеції і Норвегії — кронпринц, у Великій Британії — принц (з цілою низкою інших спеціальних титулів), у Нідерландах — принц Оранський тощо.
Окрім передачі титулу відповідно до спадкової системи, регульованої законами первородства, існують менш поширені випадки, коли монарх сам обирає собі спадкоємця й ця процедура виконується або під час життя — коронування спадкоємця як заступника короля «rex iunior», або через заповіт монарха.
Термін «Heir apparent» також використовується метафорично для позначення «помазаного» спадкоємця будь-якої владної позиції, наприклад політичний чи корпоративний лідер.

## Спадкоємці в Європі
Наразі офіційними спадкоємцями трону в європейських монархіях є:
| Країна                                              | Світлина | Ім'я            | Титул                                            | Дата народження (вік)       | Відношення до монарха |
| --------------------------------------------------- | -------- | --------------- | ------------------------------------------------ | --------------------------- | --------------------- |
| Бельгія                                             |          | Єлизавета       | Принцеса, Княгиня Брабанту                       | 25 жовтня 2001 (23 роки)    | старша дитина         |
| Данія                                               |          | Крістіан        | Кронпринц Данії                                  | 15 жовтня 2005 (19 років)   | старша дитина         |
| Ліхтенштейн                                         |          | Алоіз           | Спадковий принц Ліхтенштейну                     | 11 червня 1968 (56 років)   | старший син           |
| Люксембург                                          |          | Гійом           | наслідний Великий князь Люксембургу              | 11 листопада 1981 (43 роки) | старша дитина         |
| Монако                                              |          | Жак             | наслідний принц Монако, Маркіз де Бо             | 10 грудня 2014 (10 років)   | єдиний законний син   |
| Нідерланди                                          |          | Катаріна-Амалія | Принцеса Оранська                                | 7 грудня 2003 (21 рік)      | старша дитина         |
| Норвегія                                            |          | Гаакон          | Кронпринц Норвегії                               | 20 липня 1973 (51 рік)      | єдиний син            |
| Швеція                                              |          | Вікторія        | Кронпринцеса Швеції, Герцогиня Вестерготлана     | 14 липня 1977 (47 років)    | старша дитина         |
| Велика Британія і 15 інших Королівств Співдружності |          | Вільям          | Принц Уельський, Герцог Корнвела, Герцог Розесей | 21 червня 1982 (42 роки)    | старший син           |